# Urrós (Torre de Moncorvo)
Urros is een plaats (freguesia) in de Portugese gemeente Torre de Moncorvo en telt 325 inwoners (2001).